# カリム・レキク
カリム・レキク（Karim Rekik, 1994年12月2日 - ）は、オランダ・南ホラント州デン・ハーグ出身のサッカー選手。チュニジア人の父とオランダ人の母を持つ。アル・ジャジーラ・クラブ所属。ポジションはディフェンダー。

## 経歴

### クラブ
レキクは1999年にSVVスヘフェニンゲンのユースでフットボールを始め、2002年にフェイエノールトのユースチームへ。同じ94年組のアナス・アチャバール、ジャン・パウル・ボエチウス、トニー・ヴィリェナ、テレンス・コンゴロ、カイル・エベシリオと共にユース各世代を経験したが、2011年夏にマンチェスター・シティFCへ移った。
2011年9月21日にフットボールリーグカップのバーミンガム・シティFCとのホームゲームにおいてウェイン・ブリッジとの交代でトップチームデビュー。2012年12月22日、プレミアリーグのレディングFCとのホームゲームにおいてマンチェスター・シティの最年少外国人選手としてデビュー。スタメン出場し84分にジェイムズ・ミルナーと交代した。
2012年の冬、ポーツマスFCにレンタル移籍し、2013年の冬にブラックバーン・ローヴァーズFCにレンタル移籍した。
2013年7月8日、オランダの強豪PSVアイントホーフェンへのレンタル移籍が発表された。
2015年7月2日、マルセイユへ完全移籍。
2017年6月17日、ヘルタ・ベルリンに移籍した。
2020年10月5日、セビージャFCと5年契約を締結した。
2023年7月30日、アル・ジャジーラ・クラブに移籍した。

### 代表
オランダ代表として2011年6月にUEFA U-17欧州選手権を制した。
U-17世代で結果を残したあとは順調にA代表へのステップを踏み、2014年3月6日、親善試合としてスタッド・ドゥ・フランスで行われたフランス代表戦でオランダ代表デビューを飾った。2014年5月、ルイス・ファン・ハール監督によって2014 FIFAワールドカップの予備登録メンバー30人に選出されたが、最終選考で本大会の登録メンバーからは漏れた。

### 評価
マンチェスター・シティの下部組織でレキクを指導したパトリック・ヴィエラは2012年11月に「レキクには生来の落ち着きとCBとしてのオーラがある。3年以内にマンチェスター・シティのスタメンになれなかったら間違いなく我々の失敗」と語った。

## 所属クラブ
- マンチェスター・シティFC 2011-2015
→ ポーツマスFC 2012 (loan)
→ ブラックバーン・ローヴァーズFC 2013 (loan)
→ PSVアイントホーフェン 2013-2015 (loan)
- オリンピック・マルセイユ 2015-2017
- ヘルタ・ベルリン 2017-2020
- セビージャFC 2020-2023
- アル・ジャジーラ・クラブ 2023-

## タイトル

### クラブ
PSV
- エールディヴィジ : 1回 (2014-15)

セビージャ
- UEFAヨーロッパリーグ : 1回 (2022-23)

### 代表
U-17オランダ代表
- UEFA U-17欧州選手権 : 1回 (2011)